# Liga ACB 2010-2011
La Liga ACB 2010-2011 è stata la 55ª edizione del massimo campionato spagnolo di pallacanestro maschile.
Il torneo si compone di diciotto formazioni, che si affrontano in un unico girone all'italiana con partite di andata e ritorno. Le prime otto si qualificano per i play-off per il titolo nazionale, disputati al meglio delle tre gare per i quarti di finale, con la prima e la terza gara in casa della migliore classificata al termine della stagione regolare. Le semifinali e la finale invece sono disputate al meglio delle cinque partite, con la prima, la seconda e l'eventuale quinta in casa della migliore classificata. Le ultime due retrocedono in Liga LEB Oro.
La stagione regolare comincia sabato 2010 e termina domenica 2011.

## Regular season

### Classifica
|     | Squadra                     | G  | V  | P  | PF    | PS    | Pt. | Qualificazione    |
| --- | --------------------------- | -- | -- | -- | ----- | ----- | --- | ----------------- |
| 1.  | Regal FC Barcelona          | 34 | 27 | 7  | 2.614 | 2.245 | 61  | playoffs          |
| 2.  | Real Madrid                 | 34 | 26 | 8  | 2.629 | 2.401 | 60  | playoffs          |
| 3.  | Power Electronics Valencia  | 34 | 24 | 10 | 2.570 | 2.414 | 58  | playoffs          |
| 4.  | Caja Laboral                | 34 | 23 | 11 | 2.693 | 2.509 | 57  | playoffs          |
| 5.  | Gran Canaria 2014           | 34 | 21 | 13 | 2.560 | 2.405 | 55  | playoffs          |
| 6.  | Bizkaia Bilbao Basket       | 34 | 21 | 13 | 2.643 | 2.514 | 55  | playoffs          |
| 7.  | Baloncesto Fuenlabrada      | 34 | 20 | 14 | 2.611 | 2.580 | 54  | playoffs          |
| 8.  | Unicaja                     | 34 | 19 | 15 | 2.582 | 2.461 | 53  | playoffs          |
| 9.  | Blancos de Rueda Valladolid | 34 | 18 | 16 | 2.465 | 2.462 | 52  |                   |
| 10. | CAI Zaragoza                | 34 | 16 | 18 | 2.551 | 2.641 | 50  |                   |
| 11. | Cajasol                     | 34 | 16 | 18 | 2.513 | 2.499 | 50  |                   |
| 12. | Asefa Estudiantes           | 34 | 16 | 18 | 2.476 | 2.540 | 50  |                   |
| 13. | DKV Joventut                | 34 | 14 | 20 | 2.586 | 2.827 | 48  |                   |
| 14. | Lagun Aro GBC               | 34 | 12 | 22 | 2.510 | 2.594 | 46  |                   |
| 15. | Assignia Manresa            | 34 | 10 | 24 | 2.222 | 2.428 | 44  |                   |
| 16. | Meridiano Alicante          | 34 | 9  | 25 | 2.348 | 2.461 | 43  |                   |
| 17. | CB Granada                  | 34 | 7  | 27 | 2.351 | 2.627 | 41  | retrocesse in LEB |
| 18. | Menorca Bàsquet             | 34 | 7  | 27 | 2.325 | 2.596 | 41  | retrocesse in LEB |

## Playoff
|  | Quarti di finale | Quarti di finale | Quarti di finale |              |                | Semifinali  | Semifinali | Semifinali |  |  | Finali | Finali     | Finali |
|  |                  |                  |                  |              |                |             |            |            |  |  |        |            |        |
|  | 1.               | Barcellona       | 2                |              |                |             |            |            |  |  |        |            |        |
|  | 8.               | Málaga           | 0                |              |                |             |            |            |  |  |        |            |        |
|  | 8.               | Málaga           | 0                |              | 1.             | Barcellona  | 3          |            |  |  |        |            |        |
|  |                  |                  |                  |              | 1.             | Barcellona  | 3          |            |  |  |        |            |        |
|  |                  | 4.               | Saski Baskonia   | 0            |                |             |            |            |  |  |        |            |        |
|  | 4.               | 4.               | Saski Baskonia   | 0            | Saski Baskonia | 2           |            |            |  |  |        |            |        |
|  | 4.               |                  |                  |              | Saski Baskonia | 2           |            |            |  |  |        |            |        |
|  | 5.               | Gran Canaria     | 0                |              |                |             |            |            |  |  |        |            |        |
|  |                  |                  |                  |              |                |             |            |            |  |  | 1.     | Barcellona | 3      |
|  |                  |                  | 6.               | Bilbao Berri | 0              |             |            |            |  |  |        |            |        |
|  | 2.               | Real Madrid      | 2                |              |                |             |            |            |  |  |        |            |        |
|  | 7.               | Fuenlabrada      | 0                |              |                |             |            |            |  |  |        |            |        |
|  | 7.               | Fuenlabrada      | 0                |              | 2.             | Real Madrid | 1          |            |  |  |        |            |        |
|  |                  |                  |                  |              | 2.             | Real Madrid | 1          |            |  |  |        |            |        |
|  |                  | 6.               | Bilbao Berri     | 3            |                |             |            |            |  |  |        |            |        |
|  | 3.               | 6.               | Bilbao Berri     | 3            | Valencia       | 0           |            |            |  |  |        |            |        |
|  | 3.               |                  |                  |              | Valencia       | 0           |            |            |  |  |        |            |        |
|  | 6.               | Bilbao Berri     | 2                |              |                |             |            |            |  |  |        |            |        |

## Formazione vincitrice
| N° | Naz.                   | Ruolo | Sportivo             |  | Alt. |  |
| -- | ---------------------- | ----- | -------------------- |  | ---- |  |
| 5  | Italia (bandiera)      | G     | Gianluca Basile      |  | 192  |  |
| 8  | Spagna (bandiera)      | P     | Víctor Sada          |  | 192  |  |
| 9  | Spagna (bandiera)      | P     | Ricky Rubio          |  | 192  |  |
| 10 | Slovenia (bandiera)    | P     | Jaka Lakovič         |  | 186  |  |
| 11 | Spagna (bandiera)      | G     | Juan Carlos Navarro  |  | 192  |  |
| 13 | Serbia (bandiera)      | C     | Kosta Perović        |  | 218  |  |
| 17 | Spagna (bandiera)      | C     | Fran Vázquez         |  | 209  |  |
| 19 | Spagna (bandiera)      | G     | Ángel Aparicio       |  |      |  |
| 20 | Australia (bandiera)   | GA    | Joe Ingles           |  | 203  |  |
| 21 | Senegal (bandiera)     | C     | Boniface Ndong       |  | 213  |  |
| 23 | Stati Uniti (bandiera) | AG    | Terence Morris       |  | 206  |  |
| 25 | Slovenia (bandiera)    | AG    | Erazem Lorbek        |  | 204  |  |
| 30 | Spagna (bandiera)      | P     | Carles Marzo         |  |      |  |
| 32 | Stati Uniti (bandiera) | GA    | Alan Anderson        |  | 198  |  |
| 33 | Stati Uniti (bandiera) | AP    | Pete Mickeal         |  | 199  |  |
| 44 | Spagna (bandiera)      | G     | Roger Grimau         |  | 196  |  |
|    | Spagna (bandiera)      | All.  | Xavier Pascual Vives |  |      |  |

## Statistiche
Punti
| Pos. | Squadra             | Nome               | G   | Pts | PPG  |
| ---- | ------------------- | ------------------ | --- | --- | ---- |
| 1.   | Jaycee Carroll      | Gran Canaria 2014  | 668 | 34  | 19,6 |
| 2.   | Juan Carlos Navarro | Regal FC Barcelona | 444 | 27  | 16,4 |
| 3.   | Will McDonald       | DKV Joventut       | 519 | 34  | 15,3 |
| 4.   | Jimmy Baron         | Lagun Aro GBC      | 511 | 34  | 15,0 |
| 5.   | Nik Caner-Medley    | Asefa Estudiantes  | 447 | 31  | 14,4 |

Rimbalzi
| Pos. | Squadra          | Nome                   | G   | Reb. | RPG  |
| ---- | ---------------- | ---------------------- | --- | ---- | ---- |
| 1.   | Nik Caner-Medley | Asefa Estudiantes      | 236 | 31   | 7,61 |
| 2.   | Stanko Barać     | Caja Laboral           | 218 | 31   | 7,03 |
| 3.   | Jakim Donaldson  | Menorca Bàsquet        | 236 | 34   | 6,94 |
| 4.   | Esteban Batista  | Caja Laboral           | 221 | 34   | 6,50 |
| 5.   | Gustavo Ayón     | Baloncesto Fuenlabrada | 208 | 33   | 6,30 |

Assist
| 1. | Marcelinho Huertas | Caja Laboral               | 200 | 34 | 5,88 |
| 2. | Omar Cook          | Power Electronics Valencia | 187 | 34 | 5,50 |
| 3. | Diego Ciorciari    | Menorca Bàsquet            | 167 | 34 | 4,91 |
| 4. | Kristaps Valters   | Baloncesto Fuenlabrada     | 144 | 32 | 4,50 |
| 5. | Ricky Rubio        | Regal FC Barcelona         | 149 | 34 | 4,38 |

## Premi e riconoscimenti
- Liga ACB MVP:  Fernando San Emeterio, Caja Laboral Baskonia
- Liga ACB MVP finali:  Juan Carlos Navarro, Regal FC Barcelona
- Giocatore rivelazione:  Gustavo Ayón, Baloncesto Fuenlabrada
- Miglior allenatore:  Xavier Pascual, Regal FC Barcelona
- Quintetto ideale:[1]
  -  Marcelinho Huertas, Caja Laboral Baskonia
  -  Jaycee Carroll, Gran Canaria 2014
  -  Fernando San Emeterio, Caja Laboral Baskonia
  -  Nik Caner-Medley, Asefa Estudiantes
  -  Ante Tomic, Real Madrid